# 청자의 넋
《청자의 넋》(Spirit Of Korean Celadon)은 북한에서 제작된 표광 감독의 2002년 영화이다. 재밌고 평범하지 않은 음악들로 차있는 이 드라마 영화는 고려시대를 배경으로 하며 한국의 전통 청자를 만드는데 온몸을 바치는 기술공의 이야기를 들려준다.
2005년 4월 28일부터 5월 6일까지 전주국제영화제에서 상영된 북한 영화들 가운데 하나이다.